# Tour der englischen Rugby-Union-Nationalmannschaft nach Argentinien 1981
| Tour der Engländer nach Argentinien 1981 | Tour der Engländer nach Argentinien 1981 | Tour der Engländer nach Argentinien 1981 | Tour der Engländer nach Argentinien 1981 | Tour der Engländer nach Argentinien 1981 |
| Übersicht                                | S                                        | G                                        | U                                        | N                                        |
| ---------------------------------------- | ---------------------------------------- | ---------------------------------------- | ---------------------------------------- | ---------------------------------------- |
| Test Matches                             | 2                                        | 1                                        | 1                                        | 0                                        |
| Sonstige Spiele                          | 5                                        | 5                                        | 0                                        | 0                                        |
| Gesamt                                   | 7                                        | 6                                        | 1                                        | 0                                        |
|                                          |                                          |                                          |                                          |                                          |
| Argentinien                              | 2                                        | 1                                        | 1                                        | 0                                        |

Die Tour der englischen Rugby-Union-Nationalmannschaft nach Argentinien 1981 umfasste eine Reihe von Freundschaftsspielen der englischen Rugby-Union-Nationalmannschaft. Sie reiste von Mitte Mai bis Anfang Juni 1981 durch Argentinien und bestritt während dieser Zeit sieben Spiele. Darunter waren zwei Test Matches gegen die argentinische Nationalmannschaft, von denen eines gewonnen werden konnte und das andere unentschieden endete. Hinzu kamen fünf Begegnungen mit regionalen Auswahlmannschaften und Vereinen, die alle mit englischen Siegen endeten (wenn auch zum Teil sehr knapp).

## Ereignisse
Die Tour fiel in eine politisch unruhige Zeit: 1973 hatten die Engländer wegen des Guerillakriegs zwischen der Regierung und den Montoneros nach dem Massaker von Ezeiza auf eine geplante Argentinien-Tour verzichtet, und 1981 herrschte eine Militärdiktatur, die für zahlreiche Menschenrechtsverletzungen verantwortlich war. Unter anderem war der Präsident des argentinischen Rugbyverbands verhaftet worden, weil er dem Südafrikaner Danie Craven, dem ein Visum verweigert worden war, die Einreise ermöglicht hatte. Ein weiterer Vorfall betraf vier inhaftierte britische Rugbyspieler, die während einer Tour ihres Vereins eine Nationalflagge von einem Regierungsgebäude in Buenos Aires entfernt hatten; dieser Umstand hatte zu einem Streit mit der britischen Regierung geführt, worauf die vier Spieler aus dem Gefängnis entlassen und des Landes verwiesen wurden.
Aus sportpolitischer Sicht problematisch war die Tatsache, dass die Tour fast gleichzeitig wie die Südamerikameisterschaft 1981 in Uruguay stattfand. Anstatt wenigstens eine Reservemannschaft ins Nachbarland zu entsenden, verzichtete der argentinische Verband ganz auf die Teilnahme an diesem Turnier, das zuvor elfmal in Folge von der Nationalmannschaft gewonnen worden war. Der Besuch der Engländer galt als weitaus prestigeträchtiger, zumal der International Rugby Board die Entscheidung getroffen hatte, dass Länderspiele gegen Nichtmitglieder ebenfalls als Test Matches gewertet werden konnten.

## Spielplan
- Hintergrundfarbe grün = Sieg
- Hintergrundfarbe gelb = Unentschieden

(Test Matches sind grau unterlegt; Ergebnisse aus der Sicht Englands)
| # | Datum         | Gegner                         | Ort           | Stadion                      | Ergebnis |
| - | ------------- | ------------------------------ | ------------- | ---------------------------- | -------- |
| 1 | 16. Mai 1981  | San Isidro Club                | Buenos Aires  | Estadio Ferro Carril Oeste   | 20:14    |
| 2 | 19. Mai 1981  | Combinado del Norte            | Córdoba       | Estadio Julio César Villagra | 36:12    |
| 3 | 23. Mai 1981  | Unión de Rugby de Buenos Aires | Buenos Aires  | Estadio Ferro Carril Oeste   | 34:25    |
| 4 | 25. Mai 1981  | Combinado del Sur              | Mar del Plata | Parque Camet                 | 47:3     |
| 5 | 30. Mai 1981  | Argentinien                    | Buenos Aires  | Estadio Ferro Carril Oeste   | 19:19    |
| 6 | 02. Juni 1981 | Combinado del Litoral          | Rosario       | Jockey Club                  | 25:21    |
| 7 | 06. Juni 1981 | Argentinien                    | Buenos Aires  | Estadio Ferro Carril Oeste   | 12:6     |

## Test Matches
| 30. Mai 1981 15:30 ART | Argentinien                                                                       | 19 : 19       | England                                                              | Estadio Ferro Carril Oeste, Buenos Aires Zuschauer: 28.000 Schiedsrichter: Jean-Pierre Bonnet (Frankreich) |
| 30. Mai 1981 15:30 ART | Versuche: Campo (2) Erhöhungen: Porta Straftritte: Porta Dropgoals: Landajo Porta | (7:4) Bericht | Versuche: Davies Woodward (2) Erhöhungen: Hare (2) Straftritte: Hare | Estadio Ferro Carril Oeste, Buenos Aires Zuschauer: 28.000 Schiedsrichter: Jean-Pierre Bonnet (Frankreich) |

Aufstellungen:
- Argentinien: Daniel Baetti, Eliseo Branca, Marcelo Campo, Adolfo Cappelletti, Alejandro Iachetti, Tomás Landajo, Marcelo Loffreda, Rafael Madero, Fernando Morel, Javier Pérez Cobo, Tomás Petersen, Hugo Porta , Enrique Rodríguez, Gabriel Travaglini, Ernesto Ure
- England: Bill Beaumont, John Carleton, Huw Davies, Paul Dodge, John Fidler, Nick Jeavons, Dusty Hare, Steve Mills, Gary Pearce, Mike Rafter, John Scott, Colin Smart, Steve Smith, Tony Swift, Clive Woodward

| 6. Juni 1981 15:30 ART | Argentinien                            | 6 : 12        | England                                                 | Estadio Ferro Carril Oeste, Buenos Aires Schiedsrichter: Jean-Pierre Bonnet (Frankreich) |
| 6. Juni 1981 15:30 ART | Versuche: Travaglini Erhöhungen: Porta | (0:6) Bericht | Versuche: Davies Erhöhungen: Hare Straftritte: Hare (2) | Estadio Ferro Carril Oeste, Buenos Aires Schiedsrichter: Jean-Pierre Bonnet (Frankreich) |

Aufstellungen:
- Argentinien: Daniel Baetti, Eliseo Branca, Marcelo Campo, Adolfo Cappelletti, Alejandro Iachetti, Tomás Landajo, Marcelo Loffreda, Rafael Madero, Fernando Morel, Javier Pérez Cobo, Tomás Petersen, Hugo Porta , Enrique Rodríguez, Gabriel Travaglini, Ernesto Ure 
 Auswechselspieler: Juan Pablo Piccardo
- England: Bill Beaumont, John Carleton, Huw Davies, Paul Dodge, John Fidler, Dusty Hare, Nick Jeavons, Steve Mills, Gary Pearce, Mike Rafter, John Scott, Colin Smart, Steve Smith, Tony Swift, Clive Woodward

## Kader

### Management
- Tourmanager: Derek Morgan
- Managerassistent: Mike Davis
- Kapitän: Bill Beaumont

### Spieler
| Spieler          | Position         | Mannschaft                |
| ---------------- | ---------------- | ------------------------- |
| Nigel Melville   | Gedrängehalb     | Wasps RFC                 |
| Steve Smith      | Gedrängehalb     | Sale Sharks               |
| Huw Davies       | Verbindungshalb  | Cambridge University RUFC |
| John Horton      | Verbindungshalb  | Bath FC                   |
| Paul Dodge       | Innendreiviertel | Leicester Tigers          |
| Nicholas Preston | Innendreiviertel | Richmond FC               |
| Clive Woodward   | Innendreiviertel | Leicester Tigers          |
| John Carleton    | Außendreiviertel | Orrell RUFC               |
| Tony Swift       | Außendreiviertel | Swansea RFC               |
| David Trick      | Außendreiviertel | Bath FC                   |
| Dusty Hare       | Schlussmann      | Leicester Tigers          |
| Brian Patrick    | Schlussmann      | Gosforth RFC              |

| Spieler          | Position             | Mannschaft         |
| ---------------- | -------------------- | ------------------ |
| Steve Mills      | Hakler               | Gloucester RFC     |
| Andy Simpson     | Hakler               | Sale Sharks        |
| Clint McGregor   | Pfeiler              | SC Angoulême       |
| Gary Pearce      | Pfeiler              | Northampton Saints |
| Paul Rendall     | Pfeiler              | Wasps RFC          |
| Colin Smart      | Pfeiler              | Newport RFC        |
| Steve Bainbridge | Zweite-Reihe-Stürmer | Gosforth RFC       |
| Bill Beaumont    | Zweite-Reihe-Stürmer | Fylde RFC          |
| John Fidler      | Zweite-Reihe-Stürmer | Gloucester RFC     |
| David Cooke      | Flügelstürmer        | Harlequins         |
| Nick Jeavons     | Flügelstürmer        | Moseley RFC        |
| Mike Rafter      | Flügelstürmer        | Bristol FC         |
| John Scott       | Nummer Acht          | Cardiff RFC        |
| Bob Hesford      | Nummer Acht          | Bristol FC         |